# أندي وير
أندي وير (بالإنجليزية: Andy Weir)‏ (15 نوفمبر 1937 في المملكة المتحدة - ) هو لاعب كرة قدم بريطاني في مركز جناح ‏. شارك مع منتخب اسكتلندا لكرة القدم. أما مع النوادي، فقد لعب مع نادي ماذرويل ورابطة كرة القدم الاسكتلندية الحادية عشر ‏.

## مسيرته الكروية
لعب أندي وير خلال مسيرته الاحترافية مع نادِ واحدٍ في أحد عشر موسمًا وسجل خلالها 30 هدف ضمن 167 مباراة. ولم يفز بأي موسم بالكأس أو بالدوري.
خاض أندي وير مسيرته مع نادي ماذرويل في موسم 1957–58 ليلعب معه أحد عشر موسمًا، مشاركًا في 167 مباراة سجل خلالها 30 هدف.

## وصلات خارجية
- أندي وير على موقع قاعدة بيانات كرة القدم.إي يو (الإنجليزية)
- أندي وير على موقع ناشيونال فوتبول تيمز (الإنجليزية)